# Silene schlumbergeri
Silene schlumbergeri är en nejlikväxtart som beskrevs av Pierre Edmond Boissier. Silene schlumbergeri ingår i släktet glimmar, och familjen nejlikväxter. Inga underarter finns listade i Catalogue of Life.